# 竹本一彦
竹本 一彦（たけもと かずひこ、1955年11月22日 - ）は、日本のサッカー指導者。愛知県出身。元女子サッカー選手・現サッカー指導者の高倉麻子は妻。

## 来歴
1980年に読売サッカークラブ（現在の東京ヴェルディ）にユースコーチとして入団。その後、女子チームの読売西友ベレーザ（現在の日テレ・ベレーザ）に移り、1986年から11年間監督を務めた。この間、1984年から1986年までは日本女子代表のコーチも務めている。
読売退団後は1999年から2004年までガンバ大阪、2005年は柏レイソルのコーチを務める。2001年と2005年はシーズン途中から監督（2005年は代行）を務めた。
柏での監督代行は天皇杯全日本サッカー選手権大会の1試合だけだったが、天皇杯終了後、ゼネラルマネージャー（GM）に就任した。その後も強化部長、シニアマネージャーを歴任し、2013年3月、9年間所属した柏を退団した。
2014年より東京ヴェルディのテクニカルダイレクターを担当。同年12月、東京ヴェルディのゼネラルマネージャーに就任した。
2014年より 東京キラキラフットボールスクール（渋谷）で、スクールマスターとして幼児・小学生と女子中学生を対象にコーチングもしている。
2020年、日テレ・ベレーザなどヴェルディ女子部門のゼネラルマネージャーに就任。
2021年、日テレ・東京ヴェルディベレーザの監督に就任した。2023年6月30日に退任した。

## 指導歴
- 1980年 - 1987年 読売クラブ
  - 1980年 - 1982年 ジュニア（U-22） コーチ
  - 1983年 -1987年 ジュニアユース コーチ
- 1983年 - 1985年 読売ベレーザ コーチ
- 1984年 - 1986年 日本女子代表 コーチ
- 1986年 - 1996年 読売西友ベレーザ 監督
- 1988年 - 1990年 読売クラブジュニアユース 監督
- 1999年 - 2004年 ガンバ大阪
  - 1999年 ガンバ大阪 ユース 監督
  - 2000年 - 2001年10月 トップチーム コーチ
  - 2001年10月 - 同年12月 監督
  - 2002年 - 2004年 トップチーム コーチ
- 2005年 - 2013年 柏レイソル
  - 2005年 トップチーム ヘッドコーチ
    - 2005年12月 監督代行

  - 2006年 - 2008年 ゼネラルマネージャー
  - 2009年 強化本部本部長
  - 2010年 - 2013年 強化部シニアマネージャー
- 2013年 - 2014年 FC今治 アドバイザー
- 2014年 - 2019年 東京ヴェルディ1969
  - 2014年9月 - 同年12月 テクニカルダイレクター
  - 2015年 - 2019年 ゼネラルマネージャー
- 2020年 - 日テレ・東京ヴェルディベレーザ
  - 2020年 - 2022年 ゼネラルマネージャー
  - 2021年 - 2023年 監督
  - 2022年 - 女子強化部長